# Boghos I (ormiański patriarcha Jerozolimy)
Boghos I (ur. ?, zm. ?) – w latach 1321–1323 24. ormiański Patriarcha Jerozolimy.